# Perpetua und Felicitas
Perpetua und Felicitas (* um 181; † 7. März 203 in Karthago) gehören zu den ersten Märtyrinnen, deren Schicksal zuverlässig überliefert ist.
Nach noch erhaltenen frühchristlichen Augenzeugenberichten wurden die vornehme Perpetua und ihre Sklavin Felicitas im Jahre 203 im römischen Karthago verhaftet und zum Tode verurteilt, weil sie sich auf die Taufe vorbereiteten und ihrem Glauben nicht abschwören wollten. Perpetua stammte aus einer adeligen Familie und war verheiratet. Zum Zeitpunkt ihres Todes war sie der Überlieferung nach 22 Jahre alt und hatte bereits einen Sohn im Säuglingsalter, während Felicitas, ihre Sklavin und Gefährtin, ein Kind erwartete. Außerdem wurden sie von Revocatus, Saturninus, Secundulus und Saturus begleitet, welcher sich freiwillig dem Magistrat stellte und sich zum Christentum bekannte. Perpetua und ihre Gefährten waren Katechumenen und wurden kurz vor ihrem Martyrium getauft. Die Hinrichtung im Amphitheater fand anlässlich der Geburtstagsfeier Getas, des jüngeren Sohnes von Kaiser Septimius Severus, statt. Aufgrund ihrer Geschichte werden Perpetua und Felicitas als herausragende Gestalten des frühen Christentums im ersten römischen Hochgebet genannt und als Heilige verehrt.
Die Passio Sanctarum Perpetuae et Felicitatis gilt als eines der ältesten und verlässlichsten christlichen Werke. Es wurde ursprünglich in lateinischer Sprache verfasst, eine griechische Übersetzung wurde nachträglich verfasst und in Umlauf gebracht. Der hauptsächliche Bestandteil des Werkes sind die Aufzeichnungen der Perpetua, die unter anderem ihren Gefängnisaufenthalt beschreiben. Es wird vermutet, dass das gesamte Werk von drei verschiedenen Autoren verfasst wurde. In der neueren Forschung wird allerdings auch die Position vertreten, dass es sich nicht um einen authentischen Bericht, sondern eine spätere Fabrikation handle.

## Text und Inhalt

### Zusammenfassung der Passio
Der Text gliedert sich in insgesamt vier verschiedene Teile: in ein Vorwort des Herausgebers, in die Aufzeichnungen der Perpetua selbst, die Beschreibung einer Vision des Saturus, die von diesem selbst stammen könnte, und in der Darstellung des Martyriums der Perpetua durch den Herausgeber mit einem abschließenden Nachwort. In seinem Vorwort weist der Herausgeber darauf hin, dass es äußerst wichtig sei, auch neuere Leidensgeschichten festzuhalten und ihrer entsprechend zu gedenken, um so der Verehrung Gottes Ausdruck zu geben und zugleich den Glauben der Menschen zu stärken (I).
Perpetua stammte aus vornehmem Haus, war etwa 22 Jahre alt, klassisch gebildet, verheiratet und hatte einen Sohn im Säuglingsalter. Sie wurde ebenso wie ihre schwangere Sklavin Felicitas sowie die Christen Revocatus, Saturninus und Secundulus verhaftet. Alle waren Katechumenen. (II)
Perpetuas Ausführungen beginnen mit ihrer Beschreibung der Besuche ihres Vaters in der Untersuchungshaft. Dieser versuchte immer wieder, sie von ihrem Glauben abzubringen, konnte jedoch die wenige Tage später stattfindende Taufe nicht verhindern. (III) Aus der Untersuchungshaft wurden Perpetua und ihre Gefährten schließlich in den Kerker gebracht. Detailliert schilderte Perpetua ihre Ängste und Sorgen, besonders auch um ihr Kind. Durch Bestechung erreichten zwei Diakone, dass Perpetua ihr Kind sehen und einige Tage bei sich im Kerker behalten durfte. Schließlich übergab sie es in die Obhut ihrer Mutter und ihres Bruders. (IV)
Um zu erfahren, ob ihr und ihren Gefährten das Martyrium oder die Freilassung bevorstehe, erbat Perpetua von Gott eine Vision. Daraufhin erschien ihr folgendes Bild: eine schmale Leiter, die sich bis zum Himmel erstreckte und an der für die Hinaufsteigende gefährliche Eisenwerkzeuge hingen. Unter der Leiter lauerte ein Drache. Zunächst erklomm Saturus die Leiter. Saturus hatte Perpetua und ihre Gefährten zum Christentum geführt. An dieser Stelle erwähnt Perpetua auch, dass Saturus sich freiwillig gestellt hatte und ihnen in die Gefangenschaft gefolgt war. Perpetua folgte ihm die Leiter hinauf. Oben angekommen, erblickte sie einen alten Hirten, der ihr von einem süßlichen Käse zu essen gab. Als sie schließlich erwachte, gelangte sie zu der Erkenntnis, dass das Martyrium bevorstehe. (V)
Als bekannt wurde, dass die neu Getauften verhört werden sollten, unternahm Perpetuas Vater einen weiteren Versuch, sie in ihrer Überzeugung zu erschüttern, blieb aber wieder erfolglos. (VI) Beim Verhör auf dem Forum bestätigten alle Gefährten ihr Bekenntnis zum Christentum. Auch hier erschien Perpetuas Vater, konnte seine Tochter aber nicht an ihrem Bekenntnis hindern. Das Urteil sah vor, dass alle mit den anderen den wilden Tieren vorgeworfen würden. Im Anschluss kehrten sie in den Kerker zurück. (VII)
Bei dem gemeinsamen Gebet kam Perpetua die Erinnerung an ihren Bruder Dinokrates, der mit sieben Jahren an einem Geschwür gestorben war. In der folgenden Nacht träumte sie von ihm: Trotz seines großen Durstes gelang es dem kleinen Jungen nicht, aus dem großen Brunnen vor ihm zu trinken. Perpetua wollte ihm helfen, doch zwischen ihnen lag ein großer Abgrund. Ab diesem Tag betete sie täglich für ihn, bis zu ihrer Verlegung ins Militärgefängnis. Von diesem aus sollten sie zu ihrer Hinrichtung bei den Spielen zu Ehren Getas gebracht werden. In einer zweiten Vision sah Perpetua erneut ihren Bruder, der nun ein gepflegtes und sauberes Äußeres hatte und dessen Wunde sich nun geschlossen hatte. Das Wasserbecken war niedriger und aus dem Brunnen floss beständig Wasser, sodass Dinokrates seinen Durst endlich stillen konnte. (VIII) In ihrer letzten Vision kämpfte Perpetua gegen einen Gladiator, wobei sie siegreich hervorging und erkannte, dass sie nicht gegen die Tiere, sondern gegen den Teufel selbst kämpfen müsste. (X)
Es folgt eine Schilderung der Vision des Saturus: Nachdem die Gefährten gestorben waren, wurden sie von vier Engeln in das Paradies getragen. Als sie hinausgingen, sahen sie vor dem Tor den Bischof Optatus und den Presbyter Aspasius. Diese warfen sich ihnen traurig zu Füßen und berichteten, ihr Volk sei zerstritten, seitdem sie fortgegangen seien. Perpetua tröstete sie, doch die Engel schickten sie weg und sagten, dass sie selbst alles in Ordnung bringen sollten. Als sich die Tore schlossen, sahen sie innerhalb der Stadt viele Brüder und auch Märtyrer. Fröhlich erwachte er. (XI–XIII) Später starb Sekundulus an einer Verletzung im Kerker.(XIV)
Die schwangere Felicitas hatte Angst, dass sie nicht mit ihren Gefährten das Martyrium mit den anderen erleiden könne, da es nicht erlaubt war, Schwangere hinzurichten. Ihre Gefährten beten für sie und im achten Monat gebar sie ein Mädchen, das eine ihrer Schwestern aufnahm und erzog. (XV) Am letzten Tag im Kerker überredete Perpetua den Wächter, sich zu Ehren von Cäsars Geburtstag erfrischen zu dürfen, um bei der Vorführung besser auszusehen. (XVI) Als die Märtyrer „voller Freude und ohne Furcht“ in das Amphitheater schritten, kamen die wilden Tiere in die Arena. (XVIII) Da sich die Märtyrer ihre Todesart wählen durften, wurden Sarturninus und Revokatus den wilden Tieren der Arena vorgeworfen. (XIX) Für Perpetua und Felicitas hielt „der Teufel eine wilde Kuh bereit“. Da die Kuh die beiden nur verletzte, wurden sie an den Rand der Arena zurückgerufen. (XX) Die übrigen Märtyrer gaben sich den Friedenskuss, der das Martyrium vollendete, und traten wieder in die Mitte der Arena, um zu sterben. Ein junger Gladiator versuchte, Perpetua zu erstechen, doch es gelang ihm nicht. Sie führte sein Schwert an ihre Kehle, „denn eine solche geistliche Frau konnte nicht anders sterben, als wenn sie es selbst wollte“. (XXI) Im Nachwort erinnert der Herausgeber daran, dass man jene Geschichte lesen sollte, um Perpetua und ihre Gefährten zu ehren und zu preisen und um die Ekklesia aufzubauen.
Perpetua wird häufig in der Arena mit einer angreifenden Färse als Attribut dargestellt. Einige Darstellungen zeigen sie auch mit ihrem Kind im Kerker, andere mit dem Schwert, durch das sie letztlich hingerichtet worden war (siehe Bild oben).

### Autoren der Passio Perpetuae
Mittlerweile kamen Forscher zu der Ansicht, dass es drei Autoren der Passio Perpetuae gegeben habe. Perpetua war die Hauptautorin der Passio Perpetuae. Sie schrieb in ihren Aufzeichnungen vor allem aus der Zeit ihrer Haft. Als zweiter Verfasser gilt ihr Gefährte Saturus. Auch wird oft darüber berichtet, dass es sich bei dem dritten Autor, dem Redaktor, um Tertullian gehandelt habe.  Dies ist aber leicht zu widerlegen, da dessen Schreibstil nicht zu dem der Passio Perpetuae passt. Der Herausgeber und Autor, der den Tod Perpetuas beschrieb und den Text vervollständigte, ist bis heute, trotz vieler Forschungen, unbekannt. Die Echtheit des Dokuments wird nur von wenigen Gelehrten bezweifelt.

## Gedenktag
- Katholisch: 7. März Perpetua und Felicitas (Gebotener Gedenktag im Allgemeinen Römischen Kalender, zusammen mit Revocatus, Saturninus und Secundulus)
- Evangelisch: 7. März (im Evangelischen Namenkalender der EKD sowie im Kalender von ELCA und LCMS)[7]
- Anglikanisch: 7. März[8]
- Orthodox: 1. Februar[9]